# Atınç Nukan
Atınç Nukan (Fatih, 20 de julho de 1993) é um futebolista turco que joga como zagueiro do clube alemão RB Leipzig.

## Carreira

### Kucukcekmece SK
Atınç Nukan, iniciou sua trajetória no futebol em 2004 no Küçükçekmecespor. Após 2 épocas de sucesso, atraiu a atenção do Beşiktaş e em 2006, quando tinha 13 anos, foi transferido para o clube

### Beşiktaş JK

#### 2009-2010

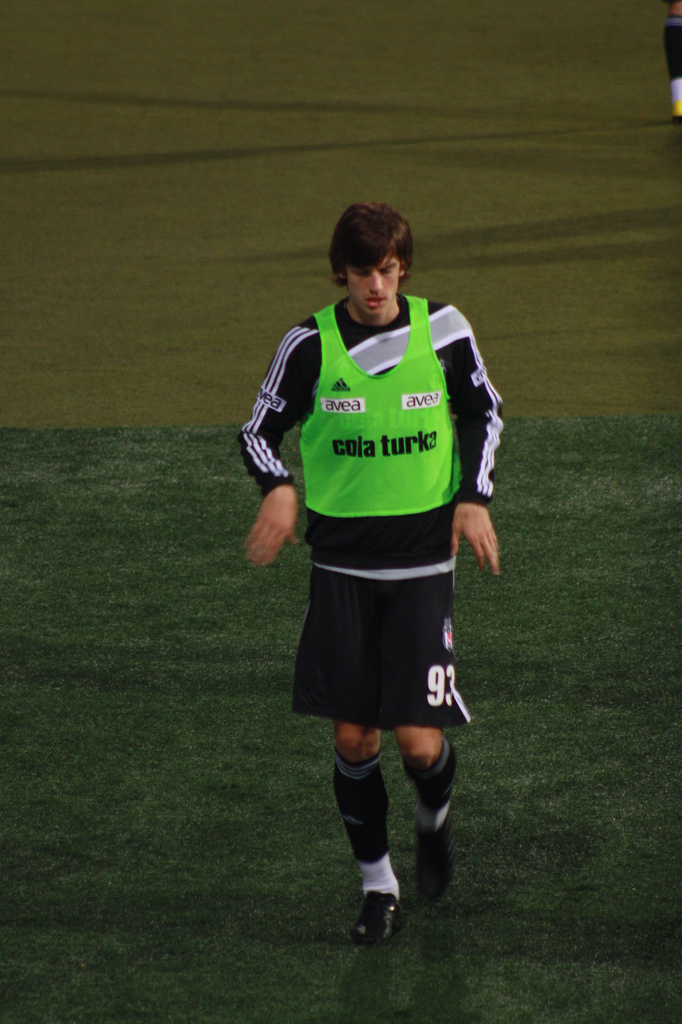
Atinç em seus primeiros anos no time principal do Besiktas

Na temporada 2009-2010, o treinador do Besiktas, Mustafa Denizli, estava assitindo ao jogo da equipe Sub-21 contra o de mesma categoria do Fenerbahçe, treinado por Sarp Yiğit. A lesão do jogador Sezer Ozturk fez com que Nukan entrasse nos 11 minutos iniciais. Após a partida, ele disse que Mustafa o queria ver no time profissional. Em 22 de abril de 2010 assinou o contrato profissional e dois dias depois já se reuniu com o elenco de 18 jogadores.

#### 2010-2011
Mustafa Denizli deixou o clube por motivos de saúde, e foi substituído por Bernd Schuster. Após a demissão deste, em 3 de março de 2011, Atinç foi chamado novamente ao clube principal, onde jogou contra o Gaziantep Belediyespor pela Copa da Turquia, e chamou a atenção pela sua bela partida, ganhando um lugar melhor no plantel.

#### 2011-2012

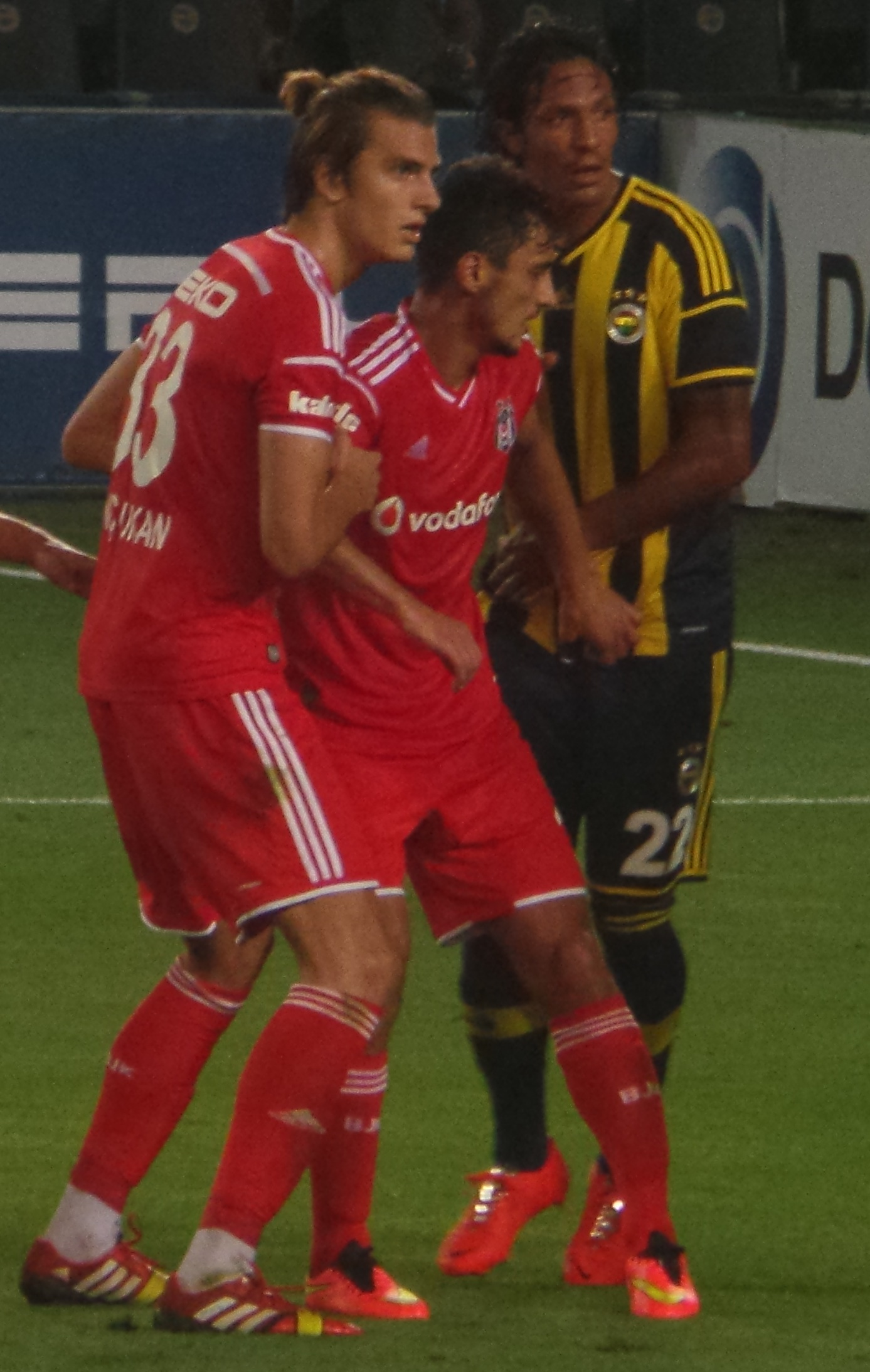
Atınç Nukan, Mustafa Pektemek & Bruno Alves.

Em 2011-2012, o Besiktas começou o ano treinado por Tayfur Havutçu, que depois foi substituído por Carlos Carvalhal. Nukan não jogou nenhuma partida e voltou pro time Sub-21, onde realizou 21 partidas.

#### 2012-2013
Em dezembro de 2012, Nukan voltou a jogar pela equipe principal. Após a transferência de Julien Escudé, ele foi cogitado a ir pro Sporting de Portugal, mas rejeitou dizendo que queria permanecer no clube. Ele quase não participou de nenhum jogo da equipe sub-21, nesse período, treinando individualmente.

### Dardanelspor

#### 2013-2014
Em 2013, foi emprestado ao Dardanelspor. No dia 22 de dezembro na vitória por 2 a 0 sobre o Tokatspor, marcou o primeiro gol de sua carreira. Sofreu uma lesão e ficou de fora por 3 meses.

### Besiktas

#### 2014-2015
Prolongou seu contrato com o Besiktas em 29 de janeiro de 2014 por 4 anos. Foi anunciado que Atinç receberia durante esses 4 anos 1,3 milhões de euros, sendo 7 mil por partida. Ele participou do elenco da pré-temporada, jogando em todos os jogos preparatórios. Foi elogiado por Cesare Prandelli após sua atuação contra o Bursaspor em 22 de setembro de 2014. Jogou sua primeira partida da UEFA Europa League em 2014, na fatídica vitória do Besiktas sobre o Tottenham por 1 a 0.

### RB Leipzig

#### 2015-2016
No verão de 2015 chegou ao Besiktas uma oferta de 5 milhões de euros por Atinç do RB Leipzig. Ele rejeitou a oferta porque não queria sair do clube, e o processo de transferência foi interrompido. Logo, o treinador do RB, Ralf Rangnick, chegou a Istambul e manteve uma reunião de 5 horas com Atinç sobre os projetos do clube e os planos futuros. Depois desta reunião Atinç aceitou a oferta. Em 2 de julho de 2015 foi transferido oficialmente ao RB Leipzig, onde firmou um contrato de 5 anos e no dia seguinte, publicou sua carta de despedida ao Besiktas pelas redes sociais.
Atinç foi titular nas duas primeiras partidas na Bundesliga. Se lesionou na partida da Copa da Alemanha contra o Osnabruck em 10 de agosto de 2015 e ficou sem jogar por 6 semanas. Depois da recuperação, voltou a jogar em 30 de novembro de 2015 na partida da liga contra o Karlsruher SC.

### Besiktas

#### 2016-2017
Em 31 de agosto de 2016 começoaram as conversas sobre um retorno ao Besiktas, que aconteceu com um contrato de empréstimo de 1 ano, e um pagamento de 100 mil euros ao RB Leipzig. Atinç deu uma entrevista à BJK TV dizendo que era bom voltar ao clube, e que esperava uma boa temporada.

## Seleção internacional
Depois de participar pelas equipes juniores, participou do plantel preliminar da Seleção Turca em novembro de 2015. Esteou contra o Catar em 13 de novembro de 2015, levando pela primeira vez o peso da camisa turca.